# Água Levada (Mangualde)
Água-Levada é uma pequena aldeia situada na freguesia de Espinho, concelho de Mangualde, distrito de Viseu.
A 24 de Junho, em Água-Levada realiza-se a festa de São João, padroeiro da aldeia.
Atravessada pela linha férrea da Beira Alta e perto da Estrada Nacional nº 234, Água-Levada é a segunda maior aldeia da freguesia.
Conta com mais de 60 famílias que se distribuem desde a actividade agrícola até à actividade industrial.
Não se sabe ao certo a origem do nome Água-Levada. Existem várias versões mas publicaremos apenas a que nos parece mais credível. "Água", pela abundância outrora deste precioso líquido. "Levada", como no Verão a água nos poços escasseava, o ribeiro era a única solução para a rega das sementeiras que servia de sustento às famílias, construindo para o efeito pequenas represas e canais que levavam a água para os campos, daí que a "água" era "levada".
Outrora fora povoada pelos Muçulmanos, existindo ainda alguns vestígios dessa época, nomeadamente, as campas dos mouros. Existem duas sepulturas antropomórficas, abertas na rocha, vulgarmente chamadas de campas. Quanto à sua cronologia, as opiniões dividem-se. Para uns, pertencerão ao período mediévico, para outros serão mais remotas, pré-romanas, havendo ainda quem as considere da época romana ao até mesmo post-romano.Restam apenas 3 ainda intactas, outras foram destruídas por pensarem estarem lá soterrados tesouros. Restam também alguns vestígios de moinhos de água situados ao longo do ribeiro.
A CASCA, empresa do Grupo Sonae situada nos limites da povoação, com actividade na área dos aglomerados de madeira, tem ao longo dos anos provocado a poluição do ar, do rio e até sonora, diminuindo a qualidade de vida dos habitantes desta aldeia.